# Cryptothladia
Cryptothladia es un género de hierbas o arbustos perteneciente a  familia   Caprifoliaceae. Comprende 5 especies descritas

## Taxonomía
El género fue descrito por (Bunge) M.J.Cannon y publicado en Bulletin of the British Museum (Natural History), Botany 12(1): 15. 1984.

## Especies deCryptothladia
- Cryptothladia chinensis (P.Y.Pai) M.J.Cannon
- Cryptothladia chlorantha (Diels) M.J.Cannon
- Cryptothladia kokonorica (K.S.Hao) M.J.Cannon
- Cryptothladia ludlowii M.J.Cannon
- Cryptothladia parviflora (Kar. & Kir.) M.J.Cannon